# Pietro Fosson
Pietro Fosson (Aosta, 1º gennaio 1912 – 11 luglio 1993) è stato un politico italiano.

## Biografia
Lavorò come operaio, artigiano e agricoltore. Impegnato in politica con l'Union Valdôtaine, venne eletto per la prima volta al Senato nel 1976, confermando il proprio seggio anche alle elezioni del 1979 e del 1983. Concluse il proprio mandato parlamentare nel 1987.
Morì l'11 luglio 1993 all'età di 82 anni.